# Capitaine Nemo
Pour les articles homonymes, voir Nemo.
Le capitaine Nemo (du latin nemo qui peut se traduire par « personne ») est un personnage de fiction créé par Jules Verne dans le roman Vingt Mille Lieues sous les mers. Il en est le personnage principal en tant que commandant du sous-marin Nautilus. Il est aussi l'un des personnages secondaires de L'Île mystérieuse et réapparaît sous les traits de Maître Volsius dans la pièce Voyage à travers l'Impossible.

## Présentation
Personnage savant, ingénieur de génie, le capitaine Nemo est un homme sombre et mystérieux, qui cache sa véritable identité derrière une allusion à l'épisode d'Ulysse et Polyphème dans l'Odyssée (Ulysse, pour échapper au cyclope lui donne un faux nom : Οὖτις / Oûtis qui se traduit par « Personne » en grec ancien tout comme « Nemo » en latin dans le sens « pas un homme », « aucun homme »). Hanté par un passé traumatique, il a renoncé à la société des hommes et écume les mers dans un esprit de recherche scientifique et technique (les multiples explorations auxquelles se livre le Nautilus), de justice (son aide aux révolutionnaires grecs) et de destruction (son implacable extermination des navires battant un certain pavillon, jamais nommé dans Vingt Mille Lieues sous les mers). Dans ce dernier rôle, Nemo est un terroriste rongé de remords.
Son histoire est dévoilée dans L'Île mystérieuse : il est le prince Dakkar, fils d'un râja indien et neveu de Tipû Sâhib (personnage réel). Épris de science et de culture occidentale tout en gardant son identité indienne, il voue une haine féroce à la Grande-Bretagne depuis la mise en esclavage de son peuple et le meurtre de sa femme et de ses enfants. Après la révolte des Cipayes, il se résout à mettre à exécution les plans du Nautilus, à l'origine prévu comme vaisseau d'exploration, dans le plus grand secret, sur une île déserte. Il se met dès lors à écumer les mers avec un équipage tout dévoué, de toutes les nationalités.
Dans la première version de Vingt Mille Lieues sous les mers, Nemo était un aristocrate polonais qui désirait venger sa famille détruite pendant la répression russe de l'insurrection polonaise de 1861-1864. L'éditeur de Verne, Pierre-Jules Hetzel, craignant la censure du livre sur le marché russe et d'offenser ainsi l'Empire russe, rendit obscurs le passé et les motifs de Nemo.
À noter qu'il a longtemps été considéré que l'éditeur était intervenu également dans la fin du capitaine Nemo. Comme l'écrit le biographe Jean-Paul Dekiss, cet homme que Jules Verne avait rendu inaccessible aux hommes et à tout culte religieux, aurait dû expirer avec le mot « indépendance ». Le manuscrit original avait été modifié, supposément par Hetzel, avec les mots « Dieu et Patrie », ce qui rendait différente sa personnalité initiale. Toutefois, il est prouvé aujourd'hui, grâce à l'accès aux manuscrits, que ce changement est de la main même de Jules Verne.
Le capitaine Nemo trouve sa fin, avec le Nautilus, dans la destruction de l'« île Lincoln » à la fin de L'Île mystérieuse.
Néanmoins, le capitaine Nemo est évoqué avec nostalgie dans une note figurant dans Le Sphinx des glaces, afin de se souvenir que les membres de l'équipage de l’Halbrane n'étaient pas les premiers à débarquer au Pôle Sud :

« Vingt-huit ans plus tard, ce que M. Jeorling n’avait pu même entrevoir, un autre l’avait vu, un autre avait pris pied sur ce point du globe, le 21 mars 1868. La saison était plus avancée de sept semaines, et l’empreinte de l’hiver austral se gravait déjà sur ces régions désolées que six mois de ténèbres allaient bientôt recouvrir. Mais cela importait peu à l’extraordinaire navigateur dont nous rappelons le souvenir. Avec son merveilleux appareil sous-marin, il pouvait braver le froid et les tempêtes. Après avoir franchi la banquise, passé sous la carapace glacée de l’océan Antarctique, il avait pu s’élever jusqu’au 90e degré. Là, son canot le déposa sur un sol volcanique, jonché de débris de basalte, de scories, de cendres, de laves, de roches noirâtres. À la surface de ce littoral pullulaient les amphibies, les phoques, les morses. Au-dessus volaient des bandes innombrables d’échassiers, les chionis, les alcyons, les pétrels gigantesques, tandis que les pingouins se rangeaient en lignes immobiles. Puis, à travers les éboulis des moraines et des pierres ponces, ce mystérieux personnage gravit les raides talus d’un pic, moitié porphyre, moitié basalte, à la pointe du pôle austral. Et, à l’instant où l’horizon, juste au nord, coupait en deux parties égales le disque solaire, il prenait possession de ce continent en son nom personnel et déployait un pavillon à l’étamine brodée d’un N d’or. Au large flottait un bateau sous-marin qui s’appelait Nautilus et dont le capitaine s’appelait le capitaine Nemo. »

À la demande d'Hetzel, Édouard Riou s'inspira d'une photographie du colonel Charras pour ses illustrations de la grande édition illustrée de Vingt Mille Lieues sous les mers (1871). Charras (1810-1865) était un ami d'Hetzel et un farouche partisan de la république.

## Postérité
Le personnage de bande dessinée créé en 1905 par Winsor McCay, Little Nemo in Slumberland, doit son nom au personnage créé par Jules Verne, tout comme Nemo, le petit poisson-clown du long-métrage d'animation des Studios Pixar Le Monde de Nemo (2003).
Le roman Némoville, Ottawa, Beauregard, 1917    (Wikisource)  d’Adèle Bourgeois fait apparaître le Nautilus après les évènements de L'Île mystérieuse.
Nemo fait partie des personnages réunis par Alan Moore dans la bande dessinée La Ligue des gentlemen extraordinaires (et son adaptation cinématographique) ; son origine indienne y est mise en relief. De même, le capitaine Nemo est l'un des personnages de la série d'animation japonaise Nadia, le secret de l'eau bleue de 1990-1991 et un des personnages principaux, avec le Pr Aronnax, de la mini-série de bande-dessinée de Richard D. Nolane et Patrick A. Dumas, 20 000 siècles sous les mers (2010), L'Horreur dans la Tempête (Tome 1). Ce dernier est une « suite » à Vingt Mille Lieues sous les mers organisant un crossover entre l'univers de Jules Verne et celui de H. P. Lovecraft.
Il apparaît dans un album pour enfants, Robin et les Pirates, illustré par Adelchi Galloni, sur un texte d'Ermanno Libenzi, publié chez Fernand Nathan, en 1974.

## Galerie

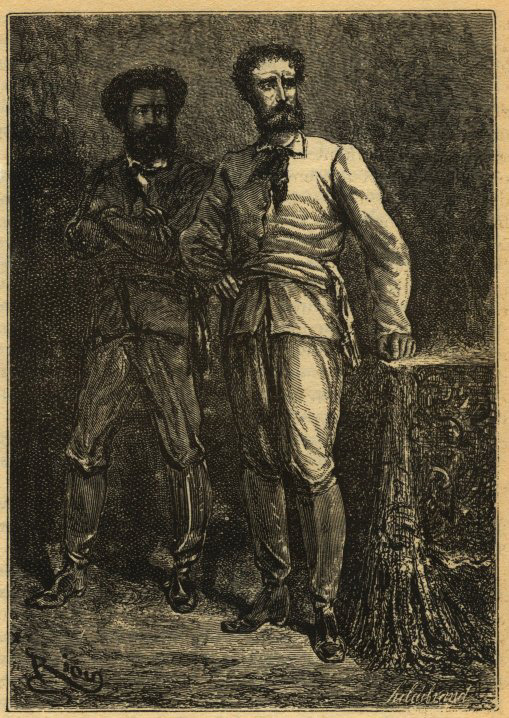
Première apparition du capitaine Nemo dans Vingt Mille Lieues sous les mers
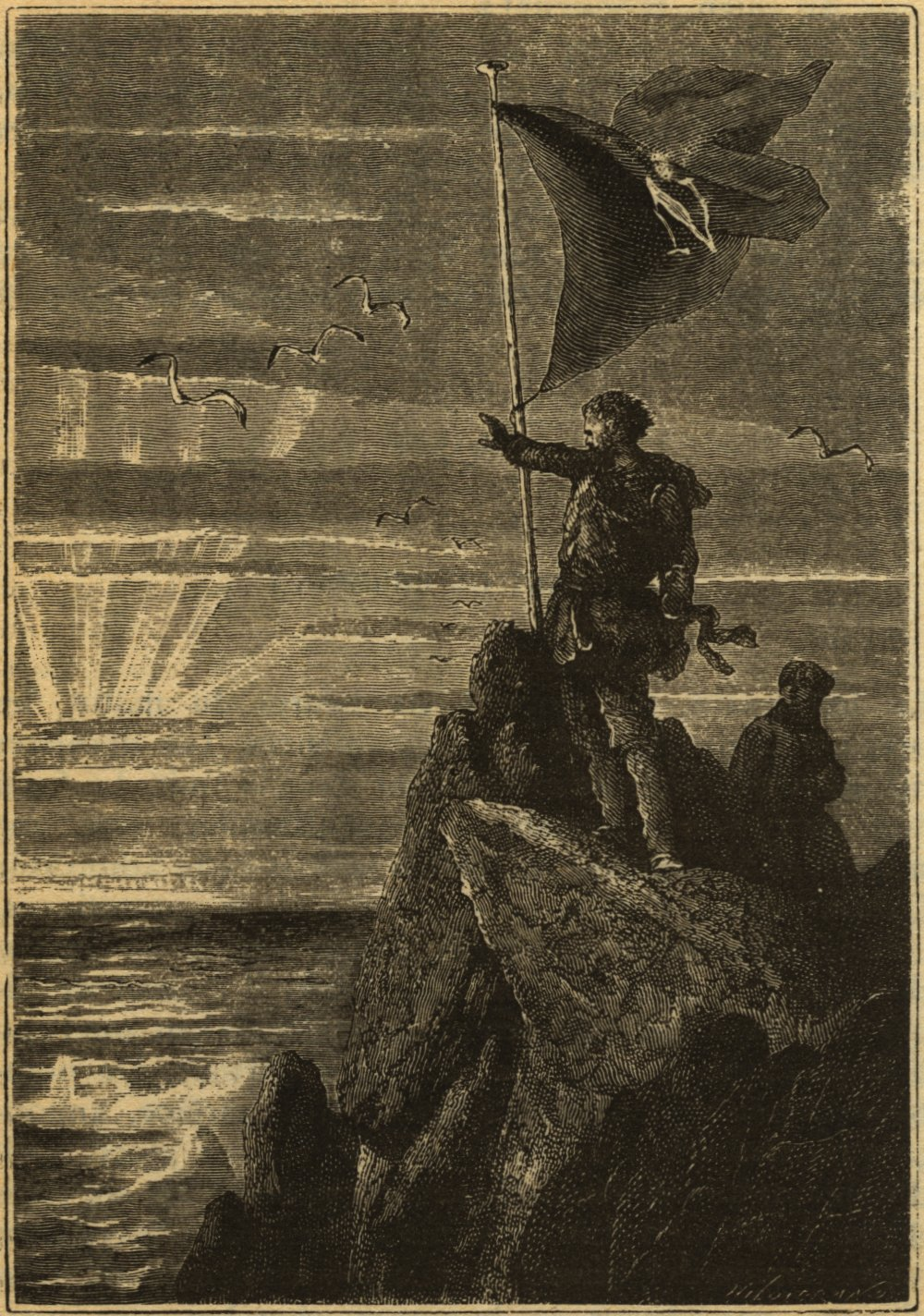
« Adieu, Soleil ! » s'écria-t-il. Le capitaine Nemo hisse son pavillon personnel sur le Pôle Sud (un « N » argenté sur un fond couleur sable) dans la version Hetzel de Vingt Mille Lieues sous les mers.
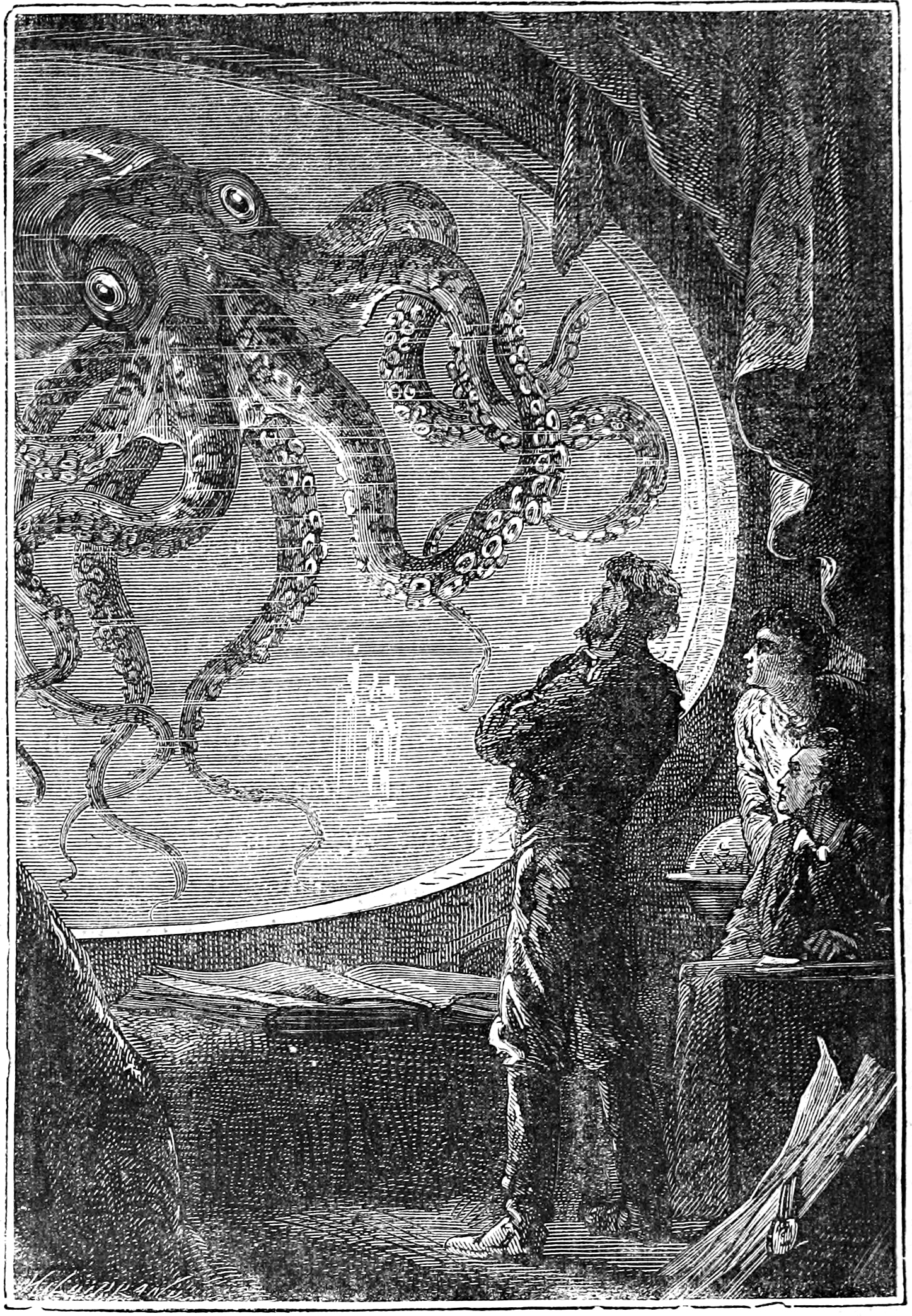
Le face-à-face entre Nemo et le calmar géant dans Vingt Mille Lieues sous les mers.
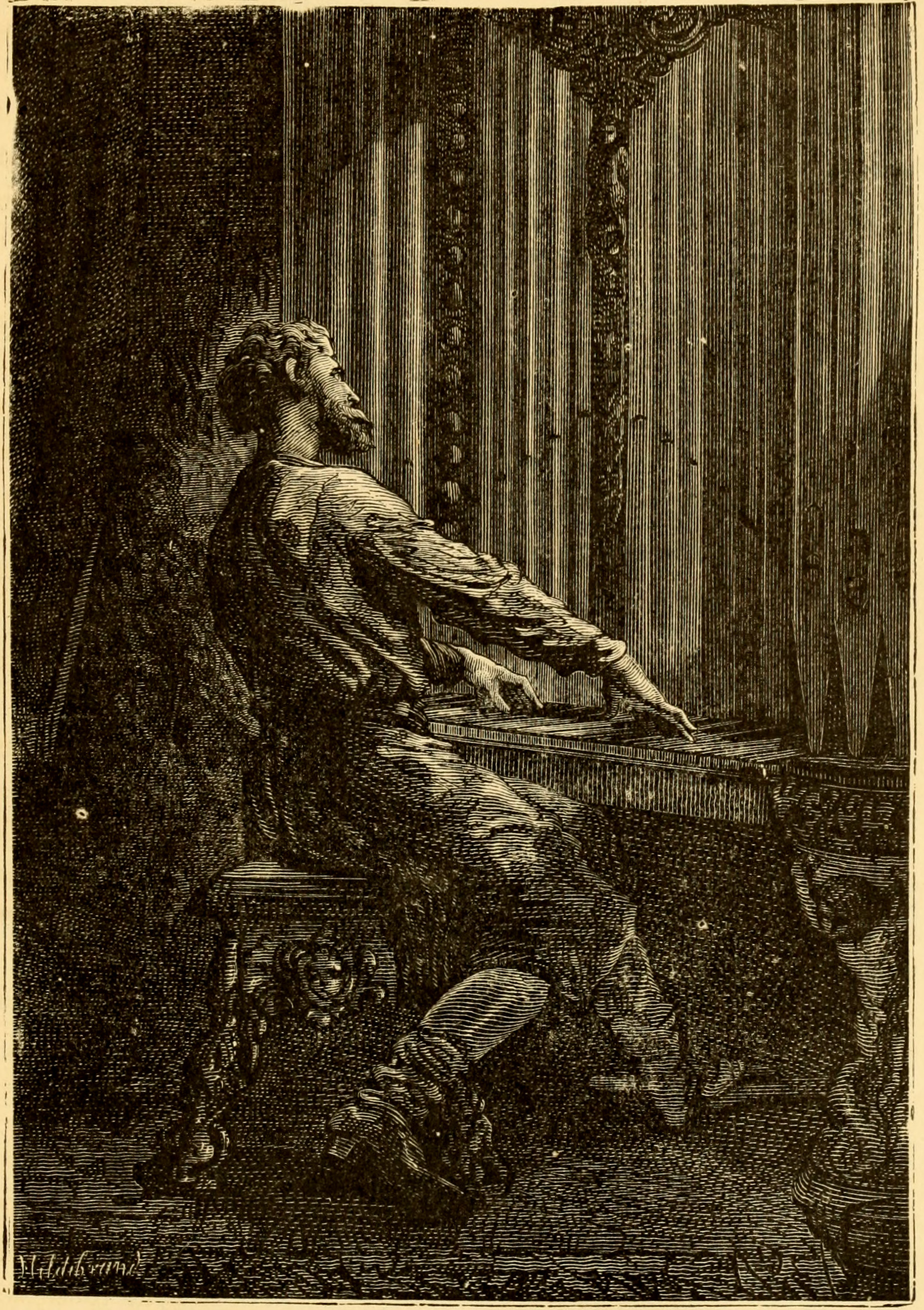
Le capitaine Nemo jouant de l'orgue du Nautilus.
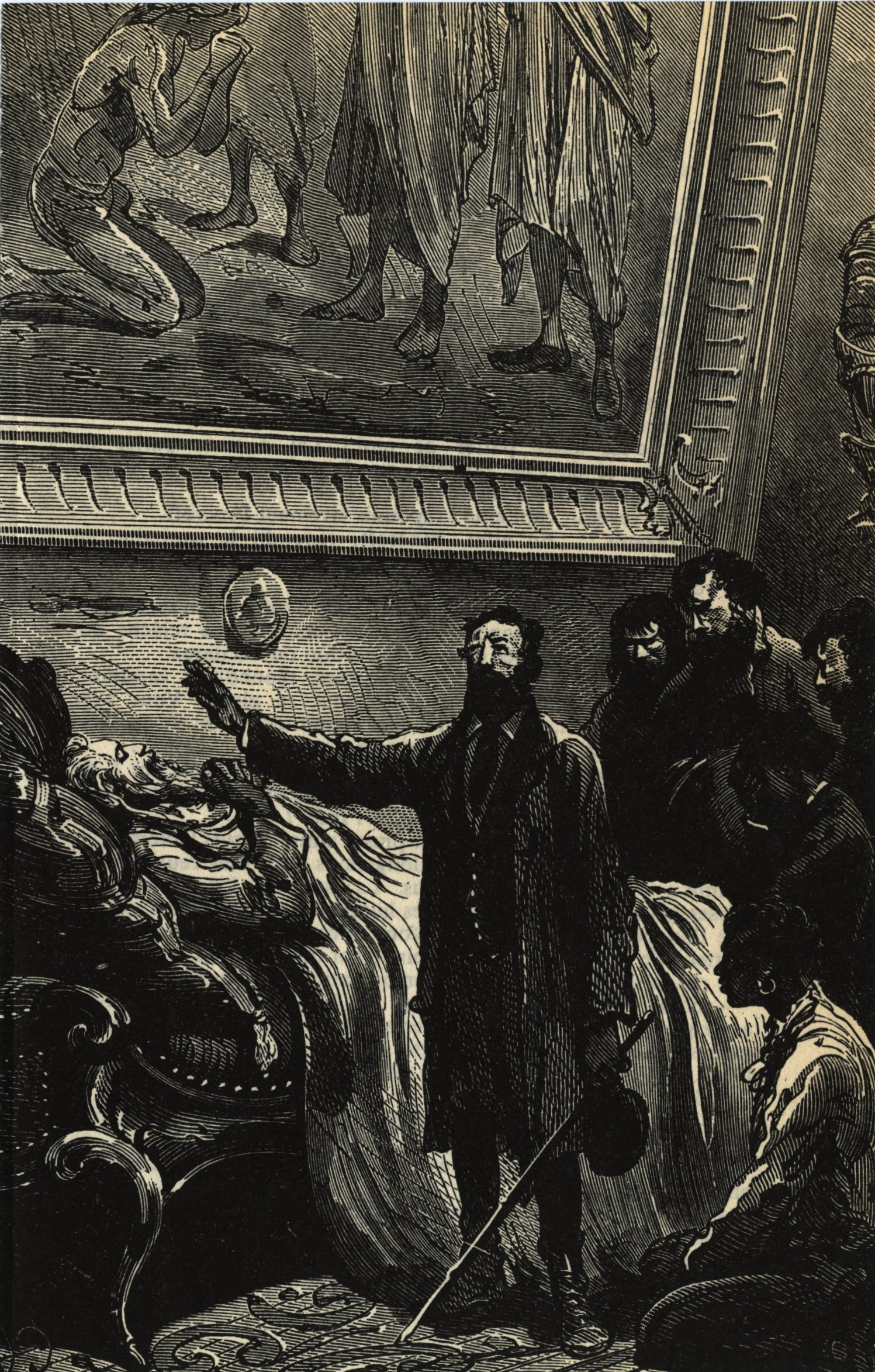
La mort du Capitaine Nemo.

## Filmographie
(août 2024).
Si vous disposez d'ouvrages ou d'articles de référence ou si vous connaissez des sites web de qualité traitant du thème abordé ici, merci de compléter l'article en donnant les références utiles à sa vérifiabilité et en les liant à la section « Notes et références ».

### Les interprètes du personnage Nemo ou capitaine Nemo au cinéma et à la télévision
- 1916 : Allen Holubar dans Vingt Mille Lieues sous les mers.
- 1951 : Leonard Penn dans Mysterious Island.
- 1952 : Thomas Mitchell dans Tales of Tomorrow - Twenty Thousand Leagues Under the Sea (feuilleton télévisé).
- 1954 : James Mason dans Vingt Mille Lieues sous les mers de Richard Fleischer. Prenant quelques libertés mineures avec l'œuvre de Jules Verne, a présenté une version spectaculaire du Nautilus. Son allure générale dans ce film a marqué les réalisateurs de ce qu'on nommera le steampunk.
- 1961 : Herbert Lom dans L'Île mystérieuse (Mysterious Island).
- 1967 : Václav Svec dans Le Dirigeable volé (Ukradená vzducholod) de Karel Zeman.
- 1969 : Robert Ryan dans Le Capitaine Nemo et la ville sous-marine, (Captain Nemo and the Underwater City).
- 1970 : Michel Le Royer dans Nemo (téléfilm).
- 1973 : Omar Sharif dans L'Île mystérieuse (feuilleton télévisé et film de cinéma).
- 1975 : Vladislav Dvorjetski dans Le Capitaine Nemo (Kapitan Nemo).
- 1978 : José Ferrer dans The Return of Captain Nemo (téléfilm).
- 1990 : Akio Ohtsuka (Michel Vigné en version française) dans l'anime Nadia, le secret de l'eau bleue.
- 1995 : John Bach dans Mysterious Island (série télévisée en 8 épisodes).
- 1995 : David Coburn dans Space Strikers (série télévisée).
- 1997 : Adam Wylie dans Crayola Kids Adventures : 20,000 Leagues Under the Sea.
- 1997 : Ben Cross dans 20,000 Leagues Under the Sea (téléfilm).
- 1997 : Michael Caine dans Vingt Mille Lieues sous les mers (téléfilm).
- 2003 : Naseeruddin Shah dans La Ligue des gentlemen extraordinaires.
- 2005 : Patrick Stewart dans Mysterious Island (téléfilm).
- 2007 : Sean Lawlor dans 30,000 Leagues Under the Sea (vidéo).
- 2016-2017 : Faran Tahir dans Once Upon A Time (série télévisée).
- 2024 : Shazad Latif dans Nautilus (série télévisée).

### Projets inaboutis
- Richard Bohringer a collaboré à un projet, inabouti, de film sous technique de capture de mouvement, avec le réalisateur Didier Pourcel dès 1994. Bohringer y jouait le rôle du capitaine Nemo[8].
- De 1995 à 1999, le réalisateur français Christophe Gans tente de financer Nemo, genèse cinématographique de Vingt Mille Lieues sous les mers. Gans revoit les origines du personnage et en fait un soldat de l'Union pendant la guerre civile américaine[9],[10]. Le script est coécrit par Christophe Gans, Thierry Cazals, Roger Avary et Michael Cooper. Christophe Gans souhaite engager Russell Crowe pour jouer le rôle du capitaine Nemo, mais les producteurs sont réticents[11]. Après deux années entières de préproduction, Nemo est annulé pour différends artistiques et logistiques.

## Discographie
- Jean Gabin dans Vingt Mille Lieues sous les mers (adaptation discographique du roman en 33 tours, illustrée de photographies du film de Richard Fleischer).
- 1985 : chanson de Philippe Lavil Elle préfère l'amour en mer. (« Elle préfère l'amour en mer, elle se laisse aller sur les flots... la marine en est fière, cap'taine Nemo, ho, ho »).
- 1993 :  l'album concept Mobilis in Mobile du groupe français  L'Affaire Louis' Trio est un hommage au capitaine Nemo. Les chansons Le Capitaine, Mobilis in Mobile et La Dernière Heure contiennent des références précises au capitaine. De nombreux sons sous-marins, machineries, chants de baleines, et même la voix de Jean Gabin contant Vingt Mille Lieues sous les mers parsèment les chansons.

## Hommage
L'astéroïde (1640) Nemo, découvert en 1951, est nommé en son honneur.